# Єргольський сільський округ
Єрго́льський сільський округ (каз. Ерголка ауылдық округі, рос. Ергольский сельский округ) — адміністративна одиниця у складі Буландинського району Акмолинської області Казахстану. Адміністративний центр — село Токтамис.
Населення — 1150 осіб (2021; 1798 у 2009, 2162 у 1999, 2927 у 1989).
Станом на 1989 рік існувала Єргольська сільська рада (села Гордієвка, Єрголка, Івановка, Новокиївка).

## Склад
До складу округу входять такі населені пункти:
| Населений пункт  | Колишні назви | Населення, осіб (1989) | Населення, осіб (1999) | Населення, осіб (2009) | Населення, осіб (2021) |
| ---------------- | ------------- | ---------------------- | ---------------------- | ---------------------- | ---------------------- |
| Гордієвка, село  | -             | 367                    | 372                    | 367                    | 205                    |
| Іванковка, село  | Івановка      | 579                    | 402                    | 331                    | 228                    |
| Новокиївка, село | -             | 467                    | 332                    | 260                    | 124                    |
| Токтамис, село   | Єрголка       | 1514                   | 1056                   | 840                    | 593                    |